# Federación Mundial de Organizaciones de Ingeniería
La Federación Mundial de Organizaciones de Ingeniería (FMOI) (en inglés: World Federation of Engineering Organizations, WFEO; en francés: Federation Mondiale des Organisations d'Ingenieurs) es una organización sin ánimo de lucro de carácter internacional con sede en París, Francia, que tiene como fin ser «la voz de la ingeniería» a nivel global, la promoción del importante papel de los ingenieros en cuestiones clave de la actualidad y —en el aspecto profesional— la mejora de la práctica de la ingeniería.

## Descripción
La FMOI fue fundada en 1968 por unas cincuenta asociaciones científicas y técnicas de todo el mundo bajo el auspicio de la Unesco, con el objetivo de ofrecer una posición unida de las asociaciones multidisciplinarias de ingeniería alrededor del mundo y, por consiguiente, representar la ingeniería ante la sociedad en todas sus facetas y ramas.
Actualmente, con los retos de la sociedad del siglo XXI, se subraya el papel de los ingenieros en sectores clave como la tecnología, el desarrollo sostenible, el crecimiento urbano, el desarrollo de capacidades, el cambio climático y las estrategias de producción de energía para satisfacer las necesidades del crecimiento poblacional en todo el mundo.
Para hacer frente a todos estos retos, la FMOI coopera estrechamente con organismos de la ONU y otros marcos internacionales, como la UNFCCC, el UNEP, el PNUMA, la UNISDR, la UNCSD, la Unesco, la OCDE, el Consejo Mundial de Energía y la OMM, entre otros.
La FMOI sirve como entidad consultora del Centro Científico y Tecnológico de Prevención y Mitigación de Desastres (CEMID). También ha colaborado en la definición de la Agenda 2030 para los Objetivos de Desarrollo Sostenible en América Latina y el Caribe, y fue uno de los organizadores del Taller internacional sobre la enseñanza de la ingeniería al servicio del desarrollo sostenible.

### Funcionamiento
La FMOI actúa a través de diez comités técnicos permanentes con el objetivo de proporcionar soluciones a los desafíos planteados, siendo:
- Energía
- Educación
- Anticorrupción
- La Mujer Ingeniera
- Innovación tecnológica
- Gestión del Riesgo de Desastres
- Información y Comunicación
- Fortalecimiento de capacidades en ingeniería
- Ingeniería y Medio Ambiente
- Jóvenes Ingenieros (Líderes del Futuro)

### Estructura
Los seis miembros del Consejo Ejecutivo de la FMOI son designados por las siguientes organizaciones:
- Commonwealth Engineers Council (CEC)
- Federación Europea de Asociaciones Nacionales de Ingeniería (FEANI)
- Federación de Organizaciones de Ingenieros Africanas (FAOE)
- Federación de Ingenieros Árabes (FAE)
- Federación de Instituciones de Ingeniería de Asia y el Pacífico (FEIAP)
- Unión Panamericana de Asociaciones de Ingenieros (UPADI)